# محوطه گبرخانه امیرآباد
محوطه گبرخانه امیرآباد مربوط به دوره ساسانی و سده ۱ قمری است و در شهرستان کلات واقع شده و این اثر در تاریخ ۸ دی ۱۳۹۰ با شمارهٔ ثبت ۳۰۴۸۰ به‌عنوان یکی از آثار ملی ایران به ثبت رسیده است.